# Así habló Kishibe Rohan
Así habló Kishibe Rohan (岸辺露伴は動かない Kishibe Rohan wa Ugokanai?), o también llamado Thus Spoke Kishibe Rohan, es un manga one-shot protagonizado por el personaje de Diamond Is Unbreakable, Rohan Kishibe.

## Desarrollo
El manga empezó en 1997 publicándose en Weekly Shonen Jump como un spin-off escrito por el creador de JoJo's Bizarre Adventure, Hirohiko Araki. Este one-shot contó con nueve capítulos que se terminaron de publicar en 2016 en Ultra Jump.
La OVA fue anunciada el 15 de abril de 2016, se enviaría un Blu-ray del episodio a todos aquellos que comprar el set completo de Blu-ray del anime de Diamond Is Unbreakable con fecha límite de 31 de julio del 2017. En 2021, los cuatro capítulos de las OVAs fueron adquiridos y distribuidos a través de Netflix. Gracias a la adquisición de derechos por parte de Netflix, JoJo's Bizarre Adventure recibió por primera vez un doblaje al Castellano y al español latinoamericano.
| Número | Título | Publicación original | Fecha de publicación     | Referencia       |
| ------ | --- | -------------------- | ------------------------ | ---------------- |
| 1      | Episodio 16: Confesionario ("Episōdo 16: Zange-shitsu" (エピソード16:懺悔室))                                                                                             | Weekly Shonen Jump   | 7 de julio de 1997       | [ 5 ]            |
| 2      | Episodio 2: La colina Mutsukabe "Episōdo 2: Mutsukabezaka" (エピソード2:六壁坂)                                                                                           | Jump Square          | Enero de 2008            | [cita requerida] |
| 3      | Episodio 5: Aldea millonaria "Episōdo 5: Fugō-mura" (エピソード5:富豪村)                                                                                                  | Weekly Shonen Jump   | 22 de noviembre de 2012  | [ 5 ]            |
| 4      | Episodio 6: Costa caza furtiva "Episōdo 6: Mitsuryō Kaigan" (エピソード6:密漁海岸)                                                                                        | Weekly Shonen Jump   | 28 de octubre de 2013    | [ 5 ]            |
| 5      | Episodio 4: La Luna de la cosecha de la familia Mochizuki "Episōdo 4: Mochizuki-ke no Otsukimi Kishibe Rohan wa Ugokanai" (望月家のお月見 岸辺露伴は動かない エピソード4) | Shonen Jump+         | 22 de septiembre de 2014 | [ 6 ]            |
| 6      | Episodio 7: Un lunes lluvioso "Episōdo 7: Getsuyōbi Tenki - Ame" (エピソード7 月曜日 天気-雨)                                                                             | Jump Square          | 4 de diciembre de 2015   | [ 7 ]            |
| 7      | Episodio 8: ADN "Episōdo 8 D.N.A" (エピソード#8 D・N・A) | Bessatsu Margaret    | 12 de agosto de 2017     | [ 8 ]            |
| 8      | Episodio 9: The run "Episōdo 9 Za Ran" (エピソード#9 ザ・ラン) | Weekly Shonen Jump   | 26 de febrero de 2018    | [ 9 ]            |
| 9      | Episodio 10: Hot summer Martha "Episōdo 10: Hotto Samā Māsa" (エピソード10:ホットサマー・マーサ)                                                                          | JoJo Magazine        | 19 de marzo de 2022      | [ 10 ]           |
| 10     | Episodio 11: Drip painting Style "Episōdo 11: Dorippingu Gahō" (エピソード11:ドリッピング画法)                                                                            | Ultra Jump           | 19 de abril-mayo de 2022 | [ 11 ]           |

## Episodios de las OVAs

### El confesionario
Rohan relata una historia de cierta ocasión en Venecia en la que quiso experimentar utilizar un confesionario en la iglesia, siendo confundido por un sacerdote y escuchando la confesión de un hombre misterioso que pide perdón por un horroroso acto de codicia.

### Mutsu-kabe Hill
Rohan compra un terreno para realizar una investigación para un nuevo manga, quedando en bancarrota. Según la leyenda popular, en dichas tierras habitó un hombre rico y su hija, a la que había ofrecido en matrimonio a un socio. La hija, quien ya tenía novio, lo mata accidentalmente, teniendo que esconder su cuerpo sangrante eternamente.

### Donde viven los millonarios
Rohan acompaña a Kyoka Izumi, la editora de su manga, a visitar una villa habitada solamente por millonarios. Kyoka está interesada en comprar la única de esas casas en venta, pero todo se torna oscuro cuando son recibidos por el extraño mayordomo del dueño de la propiedad.

### La carrera
Rohan cuenta la historia de un modelo de gimnasio, que se obsesionó con el ejercicio, obteniendo un cuerpo escultural y perfecto, pero perdiendo a su novia y a su vida social en el proceso. El modelo se enfrenta a Rohan en una carrera en las caminadoras del gimnasio al que ambos acuden.

## Reparto
| Personaje              | Japonés          | Inglés               | Latino               | Español                |
| ---------------------- | ---------------- | -------------------- | -------------------- | ---------------------- |
| Rohan Kishibe          | Takahiro Sakurai | Landon McDonald      | Irwin Daayán         | Carlos Lladó           |
| Koichi Hirose          | Yūki Kaji        | Zach Aguilar         | Emilio Treviño       | Marc Gómez             |
| Okuyasu Nijimura       | Wataru Takagi    | Jalen K. Cassell     | Miguel Ángel Ruiz    | David Jenner           |
| Hombre                 | Hiroki Takahashi | Crispin Freeman      | Alan Bravo           | Marc Zanni             |
| Vagabundo              | Shōto Kashii     | Mark Whitten         | Dafnis Fernández     | Toni Astigarraga       |
| Sirviente              | Naoya Nosaka     | ¿?                   | Mario Castañeda      | ¿?                     |
| Hija del Hombre        | Hina Kino        | Skyler Davenport     | Amanda Hinojosa      | Meritxell Mauri        |
| Yukako Yamagishi       | Mamiko Noto      | Faye Mata            | Valca Ponzanelli     | Meritxell Mauri        |
| Obreros                | Shō Okumura      | ¿?                   | Fidel Garriga        | ¿?                     |
| Obreros                | ¿?               | ¿?                   | César Garduza        | ¿?                     |
| Minoru Kagamari        | Takamasa Mogi    | Howard Wang          | Dan Frausto          | Luis Gustems           |
| Naoko Osato            | Atsumi Tanezaki  | Suzie Yeung          | Jessica Ángeles      | Estel Tort             |
| Gunpei Kamafusa        | Junji Majima     | Stephen Fu           | Juan Carlos González | Daniel Romero          |
| Hija de Naoko          | Yūki Takada      | ¿?                   | Erika Langarica      | Meritxell Mauri        |
| Shuichi                | Takeaki Masuyama | Mark Whitten         | Eduardo Ramírez      | César Martínez Esparza |
| Padre de Naoko         | Shinnosuke Ogami | Zeke Alton           | Santos Alberto       | ¿?                     |
| Batsudera              | ¿?               | ¿?                   | Óscar Gómez          | ¿?                     |
| Mikitaka Hazekura      | Yasuyuki Kase    | Andrew Russell       | José Ángel Torres    | Juan José Valero       |
| Akira Otoishi          | Shōtarō Morikubo | Mark Whitten         | Emmanuel Bernal      | Juan José Valero       |
| Tamami Kobayashi       | Satoshi Tsuruoka | Frank Todaro         | Edgar Luna           | Iker Muñoz             |
| Kyoka Izumi            | Mai Nakahara     | Brittany Cox         | Analiz Sánchez       | Clara Schwarze         |
| Ikkyu                  | Kaori Mizuhashi  | Jessica DiCicco      | Jared Mendoza        | Aina Lluch             |
| Yoma Hashimoto         | Kōki Uchiyama    | Aleks Le             | Pascual Meza         | Masumi Mutsuda         |
| Mika Hayamura          | Chinatsu Akasaki | Skyler Davenport     | Jennifer Medel       | Irene Miràs            |
| Entrenador             | Ryōta Takeuchi   | Kane Jungbluth-Murry | Miguel Ángel Leal    | ¿?                     |
| Manager de Yoma        | Saori Terai      | Faye Mata            | Gisella Ramírez      | ¿?                     |
| Asistente del gimnasio | Satoru Murakami  | Andrew Russell       | Mark Pokora          | ¿?                     |